# Chargey-lès-Port
Chargey-lès-Port är en kommun i departementet Haute-Saône i regionen Bourgogne-Franche-Comté i östra Frankrike. Kommunen ligger i kantonen Combeaufontaine som tillhör arrondissementet Vesoul. År 2022 hade Chargey-lès-Port 236 invånare.

## Befolkningsutveckling
Antalet invånare i kommunen Chargey-lès-Port
| Referens: INSEE |